# Pars vite et reviens tard
Pars vite et reviens tard è un film del 2007 diretto da Régis Wargnier, tratto dal romanzo Parti in fretta e non tornare della scrittrice Fred Vargas.